# Isosicyonis
Isosicyonis is een geslacht van zeeanemonen uit de familie van de Actiniidae.

## Soorten
- Isosicyonis alba (Studer, 1879)
- Isosicyonis striata Rodríguez & López-González, 2008